# Luxe.tv
Luxe.tv — люксембургский многоязычный спутниковый телеканал о мире роскоши и товарах класса люкс.

## История
Основан в 2006 году французским предпринимателем в сфере средств массовой информации -  Жаном Стоком (каналы M6, TV5 Monde), став одним из первых каналов в формате высокой чёткости в Европе. В 2007 году значительная часть активов телеканала была продана холдингу Luxadvor S.A., находящегося под руководством Сергея Пугачёва, а в 2009 году к последнему перешёл полный контроль над телеканалом.
В августе 2010 года с были уволены 24 из 37 сотрудников и прекращено производство новых телепрограмм. В октябре 2010 года телеканал был объявлен банкротом , а конкурсным управляющим назначен Ж. Сток, но уже в ноябре того же года права на канал были выкуплены его же структурами. В 2011 году в руководство совладельцев холдинга вошли несколько французских инвестиционных групп, при этом сам Ж. Сток сохранил за собой долю акций порядка 50% . Приблизительно в это время, канал ретранслировался в РФ в ночном эфире, в виде врезки на канале ТВ3-Москва, в SD-качестве. Некоторое время спустя ретрансляция канала была приостановлена, в прессе и интернет-изданиях РФ распространялась информация о потенциальной цензуре контента канала в связи с правовыми аспектами деятельности его владельца. Последнее в дальнейшем не подтвердилось и носило формат слухов.
По состоянию на июль 2011 года Luxe.TV имеет свою аудиторию зрителей в 107 странах Мира. Около 92 миллиона семей имеют при этом прямой доступ к каналу (6 миллионов во Франции, 1,8 миллиона в Южной Корее и 1,3 миллиона в Португалии). В настоящее время канал пережил негативный период своего существования и даже с успехом транслируется в 4К.

## Вещание
Сеть телевизионных студий канала присутствует более чем в двадцати крупных городах планеты  (Париж, Лондон, Москва, Женева, Монако, Милан, Ницца, Лос-Анджелес, Нью-Йорк, Токио, Марракеш и др.), вещание канала осуществляется на английском, французском, немецком, итальянском и испанском языках, с 2007 по 2014 год - также и на русском языке.
В настоящее время доступ к каналу со спутника (Eurobird 9E, параметры приёма: частота 12092 ГГц, горизонтальная (Н) поляризация, стандарт DVB-S2, скорость потока 27500, коррекция ошибок 3/4, модуляция 8PSK, стандарт mpeg 4) проводится на коммерческой основе, в основном в кодированном виде (система доступа на основе Viaccess), часть репортажей есть с отдельной дорожкой на русском языке, с возможностью переключения типа языка по желанию абонента .
https://videos.thematv.com/luxe-tv.jpg
В кабельных сетях ряда стран Евросоюза канал транслируется в стандарте 4К, основным официальным представителем его прав на территории РФ является компания ООО "ТЭМА РУС" (ThemaTV) .
По данным на январь 2020 г., телеканал Luxe.TV входит в перечень наименований зарегистрированных СМИ Роскомнадзора , лицензирован на телевизионное вещание в РФ (действующая лицензия для ООО "ТЭМА РУС" №22865, до 13.02.2023 г.) .
Между тем, ретрансляция по ранее выданной лицензии для ООО "Юнион-медиа" в кабельных сетях РФ в настоящее время не осуществляется ввиду истекшего срока её действия .
В 2013 году ввиду жёсткой государственной политики во Вьетнаме, ретрансляция канала на территории этого государства была временно приостановлена; Вьетнам стал первой страной, закрывшей этот канал для телезрителей.

## Программы
Репортажи и программы канала всегда подготовлены исключительно собственной студией и распределяются по семи основным тематическим разделам:
- дизайн интерьера,
- красота и мода,
- ювелирные изделия и часы,
- досуг и высокие технологии,
- автомобили, самолёты и яхты,
- искусство и ремёсла,
- гастрономия и гостиничное дело.

С понедельника по четверг, в разделе Luxe.Today, транслируются новости о мире роскоши и стиле жизни. Эти программы производятся в сотрудничестве с AFP, творческим коллективом под руководством Мари-Элизабет Кроше, при поддержке Авроры Бругнера (фр. Aurore Brugnera), Джереми Фукс и подразделяются на 14 основных тем.
С пятницы по воскресенье раздел Luxe.Week предлагает подборку лучших программ прошедшей недели.
Некоторые эксклюзивные репортажи об образе жизни транслировались в прямом эфире, такие как свадьба принца Уильяма и Кэтрин Миддлтон, свадьба принца Монако Альберта II и Шарлен Уиттсток. Luxe.TV был единственным аккредитованным телевизионным каналом, который представлял эти две церемонии полностью в режиме реального времени, прямом эфире, HD-качестве на территории стран Азии и Ближнего Востока.
Основной потребитель контента Luxe TV - крупные отели, туристические агентства, дома отдыха, индустрия бизнеса высокой моды, торговые сети и бутики именитых и всемирно известных брендов, рестораны (в том числе для визуализации и создания положительного образа компании, для рекламных целей товаров и услуг в режиме реального времени).